# Ichthyomys hydrobates
La rata cangrejera (Ichthyomys hydrobates) es una especie de roedor semiacuático de la familia Cricetidae, que se encuentra en Colombia, Ecuador y Venezuela.

## Descripción
El cuerpo mide entre 11 y 17 cm de largo y la cola entre 11 y 15 cm. Pesa en promedio 127 g. El hocico es romo. El pelo del lomo es suave de color uniforme y lustroso, pardo, grisáceo o castaño amarillento. Tiene unos pelos negros que sobresalen en la cadera. El vientre es plateado con matices de castaño a blanco. La cola es parda, aunque a veces por debajo es blanca. Las patas traseras tienen talón angosto y plantas anchas y los dedos poseen membrana interdigital. Las patas delanteras tienen 5 almohadillas en la planta.

## Hábitat
Vive en bosques, únicamente muy cerca de fuentes, depósitos o corrientes de agua dulce. Prefiere los riachuelos de aguas claras y corrientes rápidas, por lo que se concentra en las laderas y el piedemonte oriental del norte de los Andes. Se alimenta de cangrejos y otros invertebrados acuáticos, aunque también caza pequeños vertebrados.